# Keresztes Szilárd
Keresztes Szilárd (Nyíracsád, 1932. július 19. –‎ Nyíregyháza, 2025. augusztus 13.) magyar görögkatolikus pap, nyugalmazott hajdúdorogi megyéspüspök, miskolci apostoli adminisztrátor. Húsz évig vezette a Magyar görögkatolikus egyházat (Hajdúdorogi egyházmegye, Miskolci apostoli exarchátus), 2008-ban vonult nyugállományba.

## Pályafutása
Gimnáziumi tanulmányait Sátoraljaújhelyen végezte. Az újonnan alapított Nyíregyházi Görögkatolikus Papnevelő Intézet első évfolyamának volt a tagja, 1950-től 1955-ig tanult az intézményben. 1955. augusztus 7-én szentelte pappá Dudás Miklós püspök Nyíregyházán. Budapesten tanult tovább; 1957-ben teológiai doktorátust szerzett a Hittudományi Akadémián. 1957-től 1960-ig szervező lelkész volt Kispesten, majd 1960 és 1970 között segédlelkész, illetve kántor Nyíregyházán. 1961-től 1975-ig teológiai tanárként dolgozott a Nyíregyházi Hittudományi Főiskolán. Főiskolai tanárként dogmatikát, filozófiát, szónoklattant és egyházi éneket oktatott.
1966-tól 1969-ig ösztöndíjas volt Rómában a Pápai Magyar Intézetben, ahol a Pápai Keleti Intézetben a Keleti Egyházi Tudományok Fakultásán licenciát szerzett. Bizonyíthatóan a Belügyminisztérium ügynöke volt Nyíri és Keleti fedőnéven; Szabó Csaba, a Magyar Országos Levéltár főigazgató-helyettesének kutatásai szerint 1967-ben szervezte be a Belügyminisztérium III/III. Csoportfőnökség, és ebben az időszakban írta jelentései többségét paptársairól és a római emigráció tagjairól, de egyes dokumentumok szerint 1970 után is aktív maradt.
1970-ben székesegyházi kanonok lett. 1971-től 1976-ig adminisztrátor paróchus volt Nyíregyházán, 1973-ben a szeminárium rektorhelyettesének tették meg.

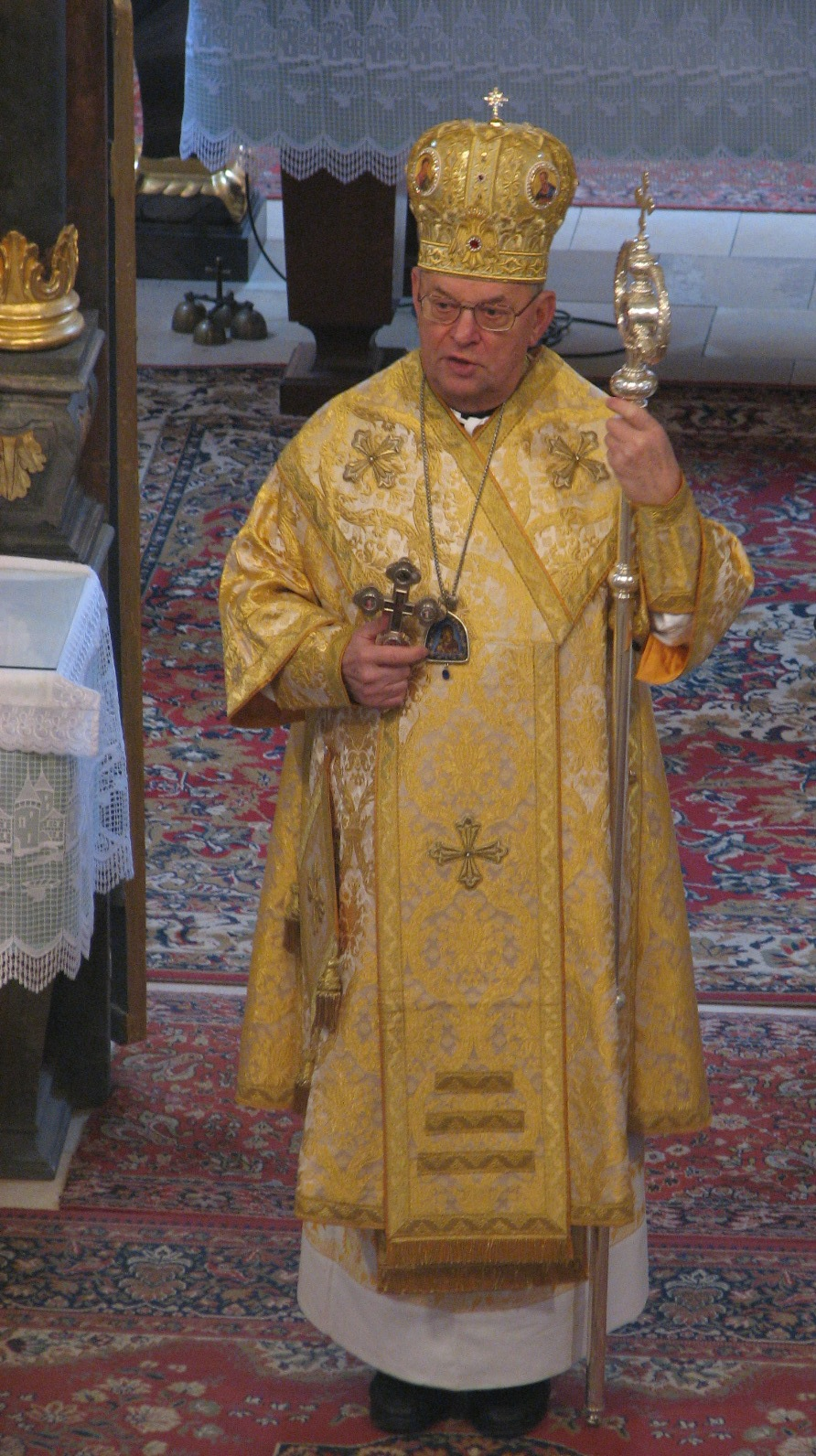
Keresztes Szilárd 2007 húsvétján

### Püspöki pályafutása
1975. január 10-én VI. Pál pápa kunáviai címzetes püspökké és hajdúdorogi segédpüspökké nevezte ki. Február 8-án Nyíregyházán szentelte püspökké dr. Timkó Imre, Szegedi Joachim és Cserháti József pécsi megyés püspök segédletével. 1975–1988 között a Budapesti Görögkatolikus Helynökségen püspöki helynök, valamint a Miskolci apostoli exarchátus általános helynöke volt. 1984-től 1988-ig a Keleti Kódexrevíziós Pápai Bizottság konzultoraként dolgozott. 1987–1988 között volt a római Pápai Magyar Intézet rektora. Hosszú szünet után 1987-ből újra ismertek ügynöki jelentései Keleti fedőnéven.
1988. június 30-án II. János Pál pápa hajdúdorogi megyés püspökké és a Miskolci apostoli exarchátus kormányzójává nevezte ki. 1990 és 1991 szeptembere között II. János Pál pápa magyarországi látogatásának szervezője volt a Magyar Katolikus Püspöki Konferencia részéről. Hajdúdorogon 1990-ben megalapította az első magyarországi görögkatolikus általános iskolát, 1991-ben pedig gimnáziumot és mezőgazdasági szakközépiskolát a baziliták egykori rendházában, melyet fiú- és leánykollégiummal bővített. Nevéhez fűződik a máriapócsi zarándok- és lelkigyakorlatos ház, a hittudományi főiskola nyíregyházi levelező tagozata, valamint a Bessenyei György Tanárképző Főiskola hittanári szakának létrehozása. A nyíregyházi hittudományi főiskolát 1995. május 26-án a Pápai Keleti Intézet alsóbbfokú egyetemként affiliálta. Keresztes Szilárd számos új egyházközséget, templomot is alapított, és fejlesztette a szórvány lelkipásztori ellátását. 2000. február 28-án ünnepelte püspökké szentelésének 25 éves évfordulóját Máriapócson, II. János Pál pápa személyes levélben köszöntötte.

#### Szakmai tisztségek
- 1988–1990: a Keleti Kódexrevíziós Pápai Bizottság tagja.
- 1989–1994: a Keleti Egyházak Kongregációjának tagja.
- 2000. szeptember 11-étől a Vándorlók és Útonlevők Pápai Tanácsának tagja.[2]
- 2008-ig a Magyar Katolikus Püspöki Konferencia Migrációs Bizottságának és Gazdasági Bizottságnak elnöke.

#### Oktatási intézmények alapítása
- Szent Miklós Óvoda, Nyíregyháza

A Szent Miklós Óvodát 1990-ben alapította Keresztes Szilárd hajdúdorogi megyés püspök Nyíregyházán. Az előkészületek után az államtól visszakapott zeneiskola épületében (Bethlen G. utca) kezdte meg a működését az óvoda 1996 szeptemberében. Majd a püspök 2004 májusában szentelte meg az új épületet (Síp utca), szeptember 1-jétől működik ott az óvoda.
- Görögkatolikus Oktatási Központ, Hajdúdorog[10]

Keresztes Szilárd 1991 júniusában alapította a Görögkatolikus Gimnáziumot, a bazilita szerzetesek által működtetett, 1942-ben létrehozott hajdúdorogi Magyar Görögkatolikus Fiúlíceum és Kántor–Tanítóképző Intézet helyén. 1998-ra felépült a régi kolostor épület köré az az épületkomplexum, amely otthont ad az oktatási épületnek, a kápolnának és diákotthonnak. 2006. szeptember 1-jétől Görögkatolikus Oktatási Központ néven működik tovább az intézmény
- Szent Miklós Óvoda, Miskolc[11]
- Miskolci Görögkatolikus Általános Iskola[12]
- Újfehértó Görögkatolikus Óvoda

## Művei
- A Szentlélek származásának kérdése. Budapest, 1957. Disszertáció, kézirat
- II. János Pál pápa: Orientale lumen apostoli levele XIII. Leó A keletiek méltósága kezdetű apostoli levele centenáriumáról. Ford. Budapest, [1996] (Pápai Megnyilatkozások. XXIX.)[2]
- A Biblia lelkipásztori konkordanciája. A Biblia lelkipásztori szempontból fontos szavainak és fogalmainak elemző és összehasonlító szótára; szerk. Keresztes Szilárd; Szent István Társulat, Bp., 2013
- Az én Bibliám. Homíliák: karácsony – vízkereszt; Szent István Társulat, Bp., 2014
- Az én Bibliám. Homíliák: Máriapócs, boldogságok; Szent István Társulat, Bp., 2015
- Az én Bibliám. Homíliák: nagyhét – húsvét; Szent István Társulat, Bp., 2015
- Az én Bibliám. Homíliák: nagyböjt, lelki napok; Szent István Társulat, Bp., 2016
- Az én Bibliám. Homíliák: testvéreim szolgálata; Szent István Társulat, Bp., 2017
- Az én Bibliám. Homíliák: a lélek mélységei; Szent István Társulat, Bp., 2018
- Az én Bibliám. Homíliák: eucharisztia, jubileumok; Szent István Társulat, Bp., 2019
- Az én Bibliám. Homíliák: templom, papság; Szent István Társulat, Bp., 2020
- Az én Bibliám. Homíliák: ünnepek, ökumené; Szent István Társulat, Bp., 2021
- A Biblia lelkipásztori konkordanciája. A Biblia lelkipásztori szempontból fontos szavainak és fogalmainak elemző és összehasonlító szótára; szerk. Keresztes Szilárd; 2. jav. kiad.; Szent István Társulat, Bp., 2023
- Az én Bibliám. Homíliák: vasárnapok 1. Változó ünnepek; Szent István Társulat, Bp., 2024
- Az én Bibliám. Homíliák: az öregkor áldásai; Szent István Társulat, Bp., 2025
- Az én Bibliám. Homíliák: vasárnapok 2. – előadások; Szent István Társulat, Bp., 2025

## Elismerései
- A Magyar Kormány „Kisebbségekért Díja” (1996)
- Hajdúdorog város díszpolgára (1996)
- A Magyar Köztársasági Érdemrend középkeresztje (1997)
- Bocskai-díj (2000)
- Toleranciadíj (2004)
- Pro Comitatu díj[13] (2008)